# Disney General Entertainment Content
Disney General Entertainment Content è un'azienda statunitense che si occupa di supervisionare le attività televisive della The Walt Disney Company, è una divisione di Disney Entertainment.
In precedenza si è chiamata Walt Disney Television, Disney–ABC Television Group, ABC Group e, prima ancora, Capital Cities/ABC. È stata rinominata Walt Disney Television a seguito dell'acquisizione della 21st Century Fox da parte della Disney. Tra le risorse gestite dall'azienda figurano i network ABC, Disney Channel, Freeform e FX, le case di produzione televisive ABC Signature, 20th Television e 20th Television Animation e i prodotti Hulu Originals.

## Storia
Nel 1995 la Disney acquista la Capital Cities/ABC Inc. e rinominò l'azienda ABC Group. Nel 2004 il gruppo venne rinominato Disney–ABC Television Group.
Nel 2018 la Disney annuncia che, in seguito all'acquisto della 21st Century Fox, la divisione sarà rinominata Walt Disney Television. Con l'acquisizione la divisione ingloba la 20th Century Fox Television, FX Networks e FX Productions, Fox 21 Television Studios e National Geographic Networks.
Nell'agosto 2020 la Walt Disney Television rimuove il marchio "Fox" dai due studi: la 20th Century Fox Television diventa 20th Television; Fox 21 Television Studios diventa Touchstone Television; e ABC Studios si fonde con ABC Signature Studios per formare la ABC Signature. Inoltre, la vecchia 20th Television (il ramo di 20th Century Fox TV dedicato alla syndication) viene inglobata dalla Disney-ABC Domestic Television. A dicembre la Touchstone Television si fonde con la 20th Television.
Nel febbraio 2021 viene creata Walt Disney Television Alternative, una divisione di Walt Disney Television dedicata allo sviluppo e alla produzione di programmi di genere unscripted, speciali e talk show serali per Hulu e ABC Entertainment.

## Organigramma
Questo è l'organigramma della società a seguito della riorganizzazione avvenuta a febbraio 2023.
| Unità                                       | Sussidiarie |
| ------------------------------------------- | --- |
| Disney Television Studios                   | - ABC Signature - 20th Television - 20th Television Animation |
| Disney Television Group                     | - ABC - Freeform - Hulu Originals Disney Branded Television - Disney Channel - Disney Junior - Disney XD - Production units - Disney Television Animation - It's a Laugh Productions - Disney Original Documentary - Disney Unscripted and Alternative Entertainment - Walt Disney Television Alternative      |
| FX, National Geographic and Onyx Collective | FX Networks - FX - FXX - FX Movie Channel - FX Entertainment - FX Productions National Geographic Partners - National Geographic Global Networks - National Geographic - Nat Geo Wild - Nat Geo Mundo - National Geographic Studios - Nat Geo Documentary Films - National Geographic magazine Onyx Collective |
| ABC News                                    | - ABC Audio - ABC News Radio - ABC News Studios |
| Networks                                    | ABC Owned Television Stations |

La società possiede anche una quota del 50% di A&E Networks.

### Divisioni precedenti
Riorganizzazione del 2018
Queste divisioni vennero trasferite a Walt Disney Direct-to-Consumer & International:
- Walt Disney Studios Home Entertainment – chiamata anche Disney–ABC Home Entertainment and Television Distribution
  - Disney–ABC Domestic Television – in precedenza Buena Vista Television
- Disney Media Distribution – in precedenza Disney–ABC International Television e, ancora prima, ABC Cable and International Broadcast Group
- Disney Channels Worldwide - solo i canali internazionali
  - Broadcast Satellite Disney Co., Ltd. (2009-2018) – operatore di Dlife channel in Giappone
  - Hungama (2006–2018)
- Hulu (60%; 2009–2018)
- Buena Vista International Television Investments
  - RTL Disney Television Limited Partnership (50%) - chiusa nel 2018
  - Tele Munich Television Media Participation Limited Partnership (50%)
  - RTL 2 Television Limited Partnership (31.5%) - chiusa nel 2018
  - RTL II - Germania
- GMTV (1993–2009) (25%) - Regno Unito
- Super RTL (1995) - Germania
  - Kividoo (2015)
  - Toggo Plus (2016)

Altre
- ABC Radio Networks (1945-2007) venduta a Cumulus Media
  - American Contemporary Network
  - American Information Network
  - American Entertainment Network
  - American FM Network
  - ABC Rock Radio Network
  - ABC Direction Radio Network
  - ABC Talk Radio
  - Urban Advantage Network (UAN)
- Radio Disney Group (2003–2014)
- Walt Disney Television (1999-2003)
- Disney MovieToons/Disney Video Premieres (1996-2003)
- DIC Entertainment, L.P. (1996-2001) venduto a Andy Heyward
- Jetix - unito a Disney Channels Worldwide
- ABC News Now (2004-2009)
- Touchstone Television (2020) - fusa con 20th Television